# Melissodes tuckeri
Melissodes tuckeri är en biart som beskrevs av Cockerell 1909. Melissodes tuckeri ingår i släktet Melissodes och familjen långtungebin. Inga underarter finns listade i Catalogue of Life.